# Renia hutsoni
Renia hutsoni är en fjärilsart som beskrevs av Smith 1906. Renia hutsoni ingår i släktet Renia och familjen nattflyn. Inga underarter finns listade.